# Saint-Prix (Alier)
Saint-Prix és un municipi francès, situat al departament de l'Alier i a la regió d'Alvèrnia-Roine-Alps. L'any 2007 tenia 805 habitants.

## Demografia

### Població
El 2007 la població de fet de Saint-Prix era de 805 persones. Hi havia 336 famílies de les quals 92 eren unipersonals (68 homes vivint sols i 24 dones vivint soles), 112 parelles sense fills, 108 parelles amb fills i 24 famílies monoparentals amb fills.
La població ha evolucionat segons el següent gràfic:
Habitants censats

### Habitatges
El 2007 hi havia 421 habitatges, 351 eren l'habitatge principal de la família, 12 eren segones residències i 58 estaven desocupats. 397 eren cases i 24 eren apartaments. Dels 351 habitatges principals, 254 estaven ocupats pels seus propietaris, 94 estaven llogats i ocupats pels llogaters i 3 estaven cedits a títol gratuït; 13 tenien dues cambres, 69 en tenien tres, 94 en tenien quatre i 175 en tenien cinc o més. 224 habitatges disposaven pel capbaix d'una plaça de pàrquing. A 146 habitatges hi havia un automòbil i a 163 n'hi havia dos o més.

### Piràmide de població
La piràmide de població per edats i sexe el 2009 era:
| Homes | Edats   | Dones |
| ----- | ------- | ----- |
| 0     | 95 o +  | 4     |
| 0     | 90 a 94 | 4     |
| 0     | 85 a 89 | 8     |
| 0     | 80 a 84 | 12    |
| 20    | 75 a 79 | 12    |
| 24    | 70 a 74 | 16    |
| 20    | 65 a 69 | 16    |
| 32    | 60 a 64 | 32    |
| 20    | 55 a 59 | 4     |
| 28    | 50 a 54 | 44    |
| 40    | 45 a 49 | 32    |
| 32    | 40 a 44 | 28    |
| 28    | 35 a 39 | 36    |
| 20    | 30 a 34 | 48    |
| 28    | 25 a 29 | 16    |
| 8     | 20 a 24 | 12    |
| 12    | 15 a 19 | 20    |
| 44    | 10 a 14 | 16    |
| 16    | 5 a 9   | 28    |
| 24    | 0 a 4   | 12    |

## Economia
El 2007 la població en edat de treballar era de 504 persones, 365 eren actives i 139 eren inactives. De les 365 persones actives 330 estaven ocupades (188 homes i 142 dones) i 35 estaven aturades (20 homes i 15 dones). De les 139 persones inactives 62 estaven jubilades, 31 estaven estudiant i 46 estaven classificades com a «altres inactius».

### Ingressos
El 2009 a Saint-Prix hi havia 352 unitats fiscals que integraven 807,5 persones, la mediana anual d'ingressos fiscals per persona era de 16.259 €.

### Activitats econòmiques
Dels 29 establiments que hi havia el 2007, 2 eren d'empreses extractives, 2 d'empreses de fabricació d'altres productes industrials, 9 d'empreses de construcció, 2 d'empreses de comerç i reparació d'automòbils, 2 d'empreses de transport, 5 d'empreses d'hostatgeria i restauració, 1 d'una empresa d'informació i comunicació, 1 d'una empresa financera, 3 d'empreses de serveis i 2 d'empreses classificades com a «altres activitats de serveis».
Dels 10 establiments de servei als particulars que hi havia el 2009, 1 era un taller d'inspecció tècnica de vehicles, 2 paletes, 3 guixaires pintors, 1 fusteria, 2 lampisteries i 1 restaurant.
L'únic establiment comercial que hi havia el 2009 era una botiga d'equipament de la llar.
L'any 2000 a Saint-Prix hi havia 21 explotacions agrícoles que ocupaven un total de 1.440 hectàrees.

## Poblacions més properes
El següent diagrama mostra les poblacions més properes.